# Carl-Michael Grabinger
Carl-Michael Grabinger (* 30. März 1983 in Ludwigshafen) ist ein deutscher Schlagzeuger.

## Leben und Werk
Carl-Michael Grabinger, genannt „Grabi“, ist Sohn des Pianisten Peter Grabinger und der Sängerin Gabriele Grabinger.
Mit sechs Jahren begann Grabinger Schlagzeug zu spielen, als Jugendlicher spielte er bereits im Landesjazzorchester Baden-Württemberg. Er startete seine Karriere als Schlagzeuger in Bands und Projekten der Stuttgarter Musikszene. Nach dem Abitur studierte er von 2003 bis 2006 als erster Jahrgang Popmusikdesign an der Popakademie Baden-Württemberg in Mannheim. Hier erlangte er auch erste Bekanntheit bundesweit als fester Schlagzeuger der Band Königwerq. Seitdem ist er als gefragter Live- und Studiodrummer tätig.
Er begleitete auf der Bühne u. a. Chuck Loeb, Henrik Freischlader, Jazzanova Max Herre, The Kelly Family, Yvonne Catterfeld, Andreas Bourani, Joy Denalane, Dendemann, Nico Suave und Freundeskreis. Für die bereits genannten, war er zudem als Studiomusiker tätig, ebenfalls ist er an Studioproduktionen als Schlagzeuger von Helene Fischer, Mark Forster, Cro, Melody Gardot, Henrik Freischlader Trio, Revolverheld, Boy, und Cassandra Steen beteiligt.
Seit 2022 ist er der feste Schlagzeuger von Helene Fischer. Im August 2022 spielte er mit ihr das bisher größte Konzert „Rausch Live“ seiner Karriere vor 130.000 Menschen in München. Anschließend ging er 2023 mit Helene Fischer auf Tour und spielte als erster Schlagzeuger die „Rausch – die Arena Tour“. Für 2026 ist die „Helene Fischer 360° Stadion Tour“ geplant.
Er lebt in Lübeck und Berlin.